# Capitales de l'Andhra Pradesh

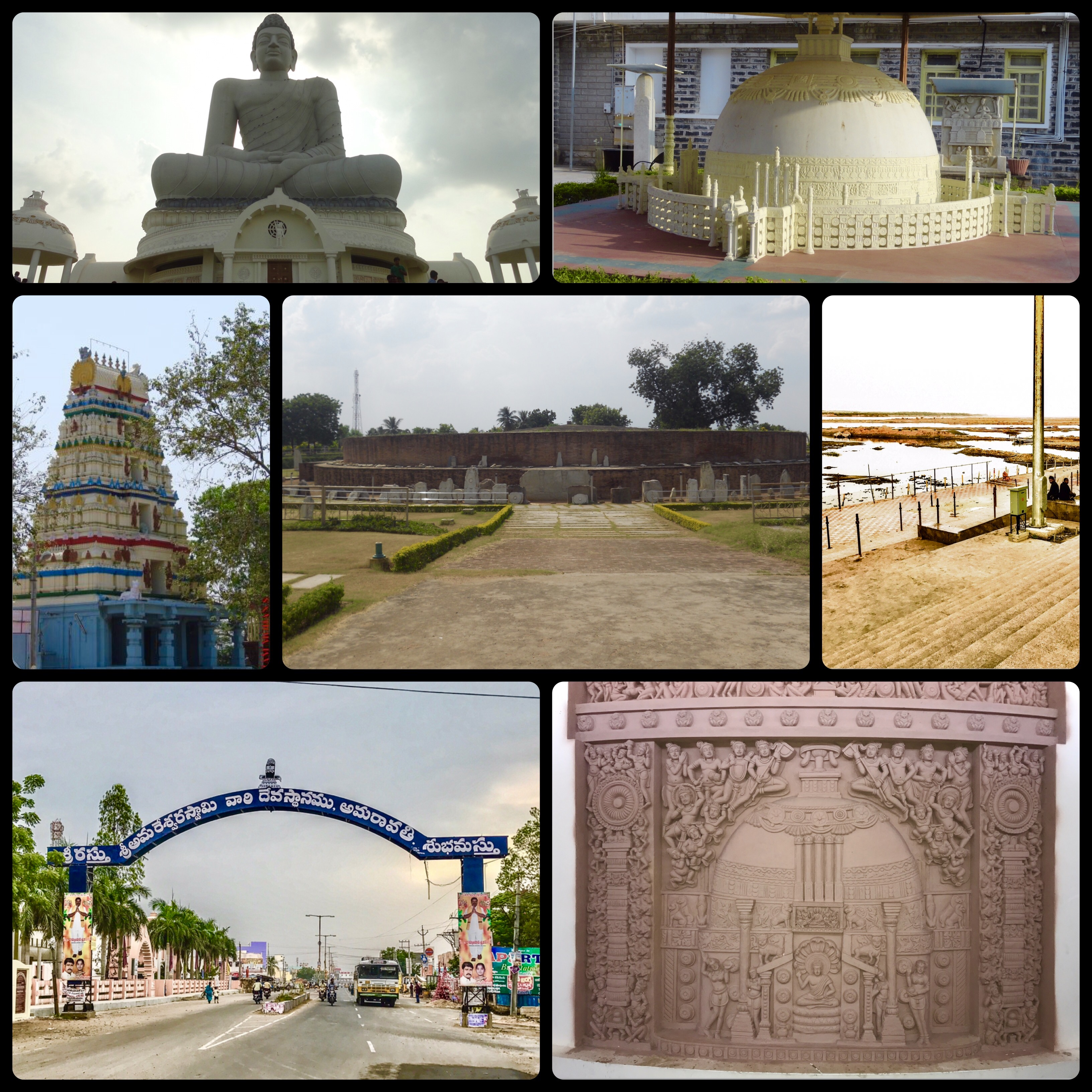
Vues d'Amaravati, capitale de l'Andhra Pradesh.

La capitale de l'Andhra Pradesh, État de l'Inde, a changé à plusieurs reprises depuis sa formation. En 2024, il s'agit de la ville d'Amaravati.

## Histoire
Le 1er octobre 1953, l'État d'Andhra (en), dont la capitale est Kurnool, est créé. Il est formé à la suite du mouvement Andhra (en), mené par divers dirigeants télougous (en). À la même époque, des campagnes telles que le mouvement Visalandhra (en) sont lancées dans l'État d'Andhra et par des personnes parlant le télougou dans l'État de Hyderabad. La loi de 1956 sur la réorganisation des États entre  en vigueur le 1er novembre 1956 dans le but d'organiser les frontières des États et territoires de l'Inde en fonction de critères linguistiques. En conséquence, le gouvernement central, dirigé par Jawaharlal Nehru, fusionne l'État d'Andhra et l'État d'Hyderabad (les régions de langue télougou sont aujourd'hui le Telangana) pour former l'Andhra Pradesh uni le 1er novembre 1956, après avoir assuré des garanties au Telangana sous la forme d'un gentleman's agreement (en). Hyderabad devient la nouvelle capitale de l'État de l'Andhra Pradesh unifié.
Il y a eu plusieurs mouvements visant à révoquer la fusion du Telangana et de l'Andhra, les principaux ayant eu lieu en 1969, 1972 et 2009. Le mouvement en faveur d'un nouvel État, le Telangana, a pris de l'ampleur au XXIe siècle grâce à l'initiative du Comité d'action commune du Telangana (en), qui regroupe des dirigeants politiques représentant la région du Telangana. Le 9 décembre 2009, le gouvernement indien annonce le processus de formation de l'État du Telangana. De violentes manifestations menées par les habitants des régions côtières d'Andhra (Kostaandhra) et celle de Rayalaseema ont lieu immédiatement après l'annonce, et la décision est suspendue le 23 décembre 2009.
Le mouvement se poursuit à Hyderabad et dans d'autres districts du Telangana. Des centaines de suicides sont revendiqués, des grèves, des manifestations et des perturbations de la vie publique ont lieu pour réclamer la création d'un État séparé.
Le 30 juillet 2013, le comité de travail du Congrès adopte à l'unanimité une résolution recommandant la formation d'un État distinct, le Telangana. Après plusieurs étapes, le projet de loi est déposé au Parlement indien en février 2014.
En février 2014, le Parlement indien adopte le projet de loi Andhra Pradesh Reorganisation Act, 2014 pour la formation de l'État de Telangana comprenant dix districts du nord-ouest de l'Andhra Pradesh. Le projet de loi reçoit l'assentiment du président et est publié dans la Gazette le 1er mars 2014. L'État de Telangana est officiellement formé le 2 juin 2014 et sa capitale est Hyderabad.
La ville d'Amaravati est fondée par l'ancien ministre en chef de l'Andhra Pradesh, N. Chandrababu Naidu (en), en 2014 en tant que capitale administrative de l'État de l'Andhra Pradesh, et sa première pierre est posée à Uddandarayunipalem (en) par le Premier ministre de l'Inde, Narendra Modi, le 22 octobre 2015. En 2017, le gouvernement de l'Andhra Pradesh commence à fonctionner officiellement à partir de la nouvelle capitale prévue, Amaravati. En août 2020, l'Assemblée législative de l'Andhra Pradesh (en) adopte l'Andhra Pradesh Decentralisation and Inclusive Development of All Regions Act, 2020 (en) (loi sur la décentralisation et le développement inclusif de toutes les régions).

## Liste
| Capitale(s)                       | Début                             | Fin                               | Notes                               | Ref.                              |
| État de l'Andhra (1953–1956) (en) | État de l'Andhra (1953–1956) (en) | État de l'Andhra (1953–1956) (en) | État de l'Andhra (1953–1956) (en)   | État de l'Andhra (1953–1956) (en) |
| --------------------------------- | --------------------------------- | --------------------------------- | ----------------------------------- | --------------------------------- |
| Kurnool                           | 1er octobre 1953                  | 1er novembre 1956                 |                                     | [ 4 ]                             |
| Andhra Pradesh (1956–2014) (en)   |                                   |                                   |                                     |                                   |
| Hyderabad                         | 1er novembre 1956                 | 2 juin 2014                       | Capitale                            | [ 5 ]                             |
| Andhra Pradesh                    |                                   |                                   |                                     |                                   |
| Hyderabad                         | 2 juin 2014                       | mai 2024                          | capitale de jure                    |                                   |
| Visakhapatnam                     | 1er août 2020                     | 22 novembre 2021                  | en tant que capitale législative    |                                   |
| Kurnool                           | 1er août 2020                     | 22 novembre 2021                  | en tant que capitale judiciaire     |                                   |
| Amaravati                         | 22 octobre 2015                   | 31 juillet 2020                   | en tant que capitale à part entière | [ 6 ]                             |
| Amaravati                         | 1er août 2020                     | 22 novembre 2021                  | en tant que capitale exécutive      | [ 7 ]                             |
| Amaravati                         | 22 novembre 2021                  | Présent                           | en tant que capitale à part entière | [ 8 ]                             |